# Marko Tolić
Marko Tolić (ur. 5 czerwca 1996 w Zagrzebiu) – chorwacki piłkarz występujący na pozycji ofensywnego pomocnika w słowackim klubie Slovan Bratislava.

## Sukcesy

### Klubowe
Dinamo Zagrzeb
- Mistrz Chorwacji: 2020/2021
- Zdobywca Pucharu Chorwacji: 2020/2021